# Rusz Sándor
Rusz Sándor (Debrecen, 1972. február 2. – Szeged, 2010. április 5.) magyar költő, a Szegedi Szilánkok alapító tagja.

## Életpályája
Orvos szülők egyetlen gyermekeként született. Édesapja dr. Rusz Sándor (1909-1985) ideggyógyász volt a debreceni klinikán egyetemi docens beosztásban, nyugdíjas korában, 1980-ban feleségével, gyermekével és anyósával Szegeden telepedett meg. A családtagok, a nagymama, az édesapa, majd az édesanya is szoros érzelmi szálakkal kötődött ehhez a városhoz, különösen érvényes ez a költőre, aki szinte minden iskoláját itt végezte, beleértve az egyetemet is. 2004 januárjában szerzett diplomát a Szegedi Tudományegyetem Bölcsészettudományi Karán történelem és komparatisztika (általános- és összehasonlító irodalomtudomány) szakokon.

## Költői munkássága
Verseket 1988 óta írt – első olvasója és verseinek gépelője édesanyja volt –, de költővé válása 1996-tól datálható: addig sem tekinthető részéről a versírás csupán kamaszos fellángolásnak, ám a spontán önkifejezéstől talán ekkor mozdult el az egyre határozottabban megszerkesztett, tudatosan megkomponált, racionálisan is átgondolt szövegek felé. Költészetének korai szakaszában a gimnáziumban végletekig elemzett Ady Endre és József Attila versei mellett Tóth Bálint költészete volt rá hatással, ez utóbbi jól ötvözi magában a pogány-panteista és a keresztény-vallásos elemeket, s amely éppen közvetlen élményszerűségével, ugyanakkor bravúros formakezelésével, az irodalmi reminiszcenciák gyakorlott kezelésével ragadta meg.
Természetesen egyetemi tanulmányai is nagy hatással voltak rá, hiszen minden ott szerzett elméleti és szövegtani ismeretei valamilyen módon visszaköszöntek verseiben. Itt a Martin Heidegger és Hans-Georg Gadamer nevével fémjelzett hermeneutikára kell a legnagyobb nyomatékkal hivatkozni, mint ami mind világszemléletére, mind szövegszerkesztési elveire a legnagyobb hatással volt. Sokáig írt szabadverseket, amelyekről úgy 2000-2001 tájékán tért át az egyre kötöttebb formákra, részben Mészöly Dezső intése nyomán, miszerint csak az térhet el a szabályoktól, csak az hághatja át őket, aki ismeri is azokat, vagyis a szabályok megszegése csak abban az esetben érték, ha azok ismeretéből fakad.
2004-ben került be a Szegedtől Szegedig antológia alkotói közé, a Három koncert című verssel. Azóta is rendszeresen, évről évre jelennek meg benne versei. 2006-ban lett tagja a Szegedi Írók Társaságának, Szabó Pál barátja, akkori írótársasági titkár, most már alelnök ajánlására.
2005 óta ugyancsak éves rendszerességgel jelent meg hosszabb-rövidebb verseivel a Soproni Füzetek antológiában is, ahova Sarkady Sándor jóvoltából nyert bebocsátást. Ezt annál is inkább nagy megtiszteltetésnek tartotta, mivel Sopronhoz semmilyen személyes kötelék nem fűzte.
Ugyancsak 2005-ben kötött szorosabb ismeretséget Térey Jánossal, amely csupán a szövegeire korlátozódik, és egyáltalán nem vonatkozik a személyére. Csak remélni lehet, hogy közben nem vált észrevétlenül és akárcsak akarata ellenére is Térey epigonná. Ugyanakkor alakuló, formálódó formakultúrájára atyai jó barátja és egyben kezelőorvosa, Julesz János, valamint a már többször is hivatkozott Szabó Pál hatottak.
2007-ben Rusz Sándor Falstaff utolsó éjszakája és Stabat mater c. költeményei megjelentek a Szép írások 2007 c. antológiában, majd Emberré válni c. szonettje a Napút 2007/5. számában. A Spanyolnátha 2009-es szegedi fesztiválján A máshol árnyai c. versét adta elő.
Számos verse maradt kiadatlan, szervezte a Szegedi Szilánkok összejöveteleit, hirtelen természetes halál (embólia) ragadta el 2010. április 5-én, húsvét másnapján. Költő- és írótársai, barátai, ismerősei 2010. április 26-án este 18 órától vettek tőle végső búcsút a  Délalföldi Bibliotéka Könyvtárban, a Kálvária sugárút 14. sz. alatt. Számos Rusz Sándor-vers, köztük Nem szenvedek, Gaudeamus, Falstaff utolsó éjszakája, hangzott el az összejövetelen. Hamvai a búcsúztatón nem voltak jelen, köztemetéséről Szeged városa intézkedett.

## Művészetszervezői tevékenysége

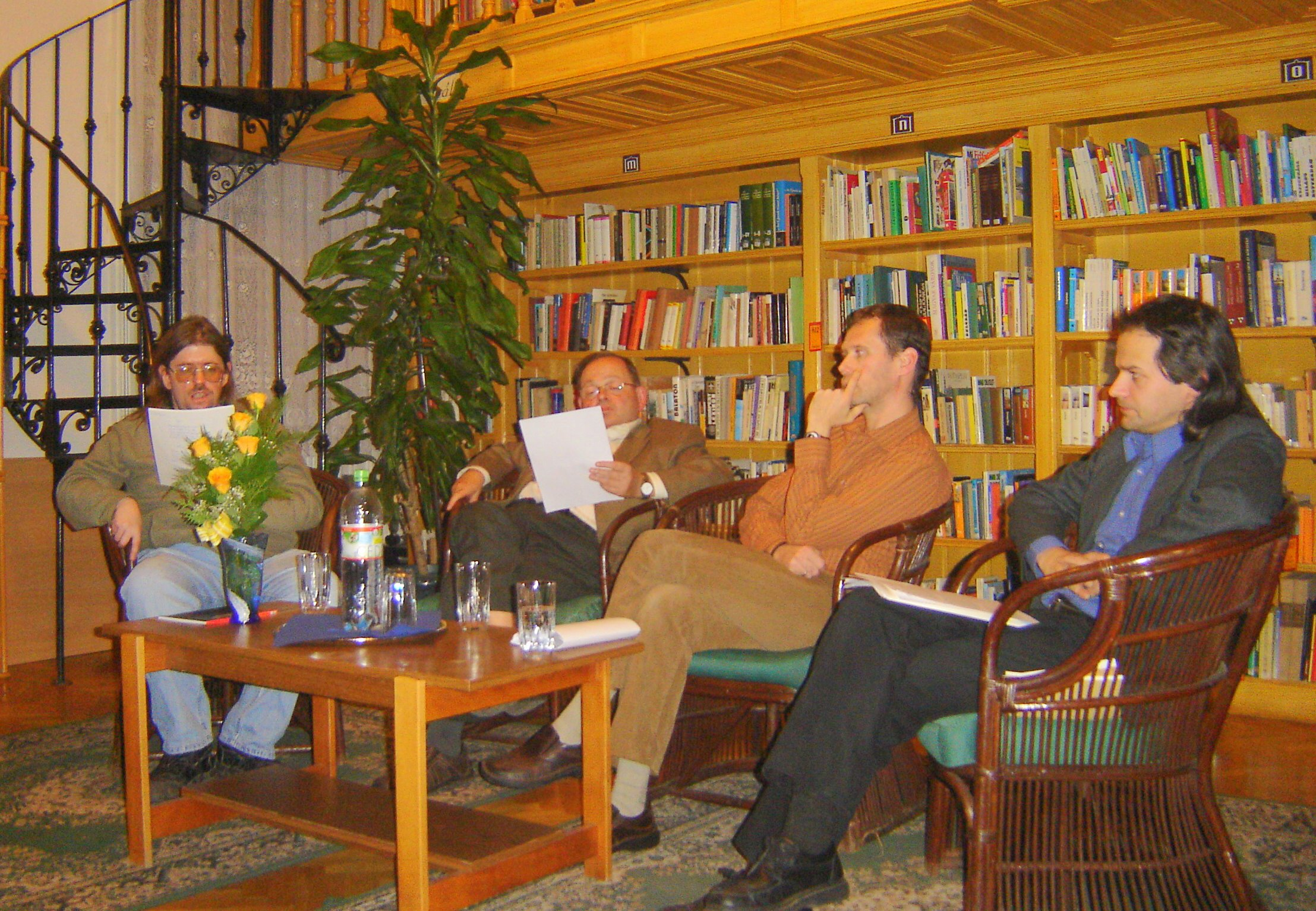
Irodalmi est. Rusz Sándor és íróbarátai. Balról jobbra: Rusz, Julesz János, Bene Zoltán, Szabó Pál, 2008. október 28.

2007 februárjában indította Szabó Pál barátjával az irodalmi felolvasóestnek szánt rendezvény sorozatot Szegedi Szilánkok címen. Rendszerint Rusz Sándor és Szabó Pál volt a felolvasóestek házigazdája, az ő felvezetéseik, kérdéseik által a felolvasások mellett gyakran érdekes interjúk, beszámolók hangzottak el, mintegy művészeti és szabadegyetemi jelleget öltöttek a felolvasói estek. Gyakran fiatal operaénekesek (pl. Nikolényi István) és zenészek bemutatkozására is sor került.
Turi Tímea író, kritikus így őrizte meg Rusz Sándort, a Szegedi Szilánkok házigazdáját emlékezetében:

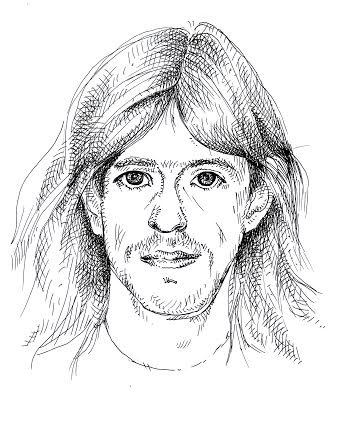
Tollrajz Rusz Sándor költőről Muhi Sándor grafikustól

A Kálvária sugárúti könyvtár általa szervezett és általa élt estjein mindig az az érzésem volt, hogy Rusz Sanyi otthon van. Aki otthon van, az megtalálta önmagát, aki otthon van, az: kiteljesedik. Hihetetlenül figyelmes volt. Úgy tudott a másikra figyelni, olyan teljes odafordulással, hogy a tűpontos észrevételei által a másik is sokat megtudhatott önmagáról. Így nem csak őt veszítettük el, de önmagunkat is, azt a pontos képet, ahogy ő látott bennünket. Nem csak az hiányzik, hogy ránézhessünk, hanem az is, hogy az ő tekintete által megismerhessük önmagunkat.

## Sorai halála előtt[7]
Nem szenvedek
Nem szenvedek: ma már sorom a sorsom

– szavakba ölöm a kort, ahol élhetek.

Értékelem is nagyon. Végső fokon

alliterációként még átevickélhetek

egy végső illuminációba. Monoton? –

Nem szenvedek: ma már a sorom a sorsom.

Farvizeken, szavaimban élvezkedek.

## Ismertebb verseiből
- Három koncert (2004)[8]
- Falstaff utolsó éjszakája (2007)[9]
- Stabat mater (2007)[10]
- Emberré válni (2007) [11]
- Shakespeare ’21 (2008)[12]
- A máshol árnyai[13](2008)[14]
- Gaudeamus[15]
- Babits Mihály sírjára (2008) (epigramma)[16]
- Damaszkuszi utakon; Szeptemberi borzongás; Áttetsző üveg; Radnóti Miklós dicsérete; József Attila emlékére (2009)[17]
- Fürdik az értelem : (Hommage à Julesz János) (Posztumusz)[18]

### Antológiákban
- Szegedtől Szegedig : antológia. 2004, 2005, 2006, 2007, 2008, 2009.
- Soproni füzetek. Szerk. Sarkady Sándor. 2005.

## Társasági tagsága
- Szegedi Írók Társasága
- Szegedi Szilánkok (alapító tag)

## Emlékezete
Gyászjelentés helyett barátai a iWiW hirdetések közt jelentették meg a következő sorokat:
„2010. április 5-én meghalt Rusz Sándor (1972-2010) magyar költő. Végső búcsút vesznek tőle barátai, ismerősei április 26-án, hétfőn este 18 órakor a Dél-Alföldi Bibliotékában, Kálvária sgt. 14. sz. alatt.” Következő szintén az iWiW hirdetései közt:
„Rusz Sándor költőtől 2010. április 26-án végső búcsút vettek költő és íróbarátai, ismerősei bensőséges ünnepélyes keretek közt a Kálvária sgt-i Bibliotékában. Köztemetéséről Szeged város gondoskodik.”

## Külső hivatkozások
- Barátai, tanárai emlékeznek rá, 2010-2012
- In memoriam Rusz Sándor, Spanyolnátha, 2010 tavasz Archiválva 2016. március 5-i dátummal a Wayback Machine-ben
- Bene Zoltán nekrológja In Spanyolnátha, 2010 tavasz
- Rusz Sándor élete (1972-2010)
- A máshol árnyai c. verse a Spanyolnátha c. szépirodalmi folyóiratban, 2009 tavasz Archiválva 2009. november 26-i dátummal a Wayback Machine-ben
- 2007. évi pályázat nyertesei közt Rusz Sándor
- Rusz Sándor verseiből[halott link]
- Rusz Sándor: Legtartósabb mítoszok a halott mítoszok (Adrian Rudomin: A harag napja)
- Szegedi Szilánkok XIII. felolvasói és zenei estjének képei, 2008. december 4.[halott link]
- Szegedi Szilánkok XI. felolvasói estjének képei, 2008. szeptember 30.[halott link]
- Szegedi Szilánkok X. felolvasói estjének képei, 2008. június. 10.[halott link]
- Rusz Sándor hozzászólása a Harag napja című filmhez
- Accordia Kiadó rendezvényei, 2007. október 27. szegedi szerzők, köztük Rusz Sándor felolvasása
- Hitvallás. Sarkady Sándor két könyvéről.